# Historia de Arizona

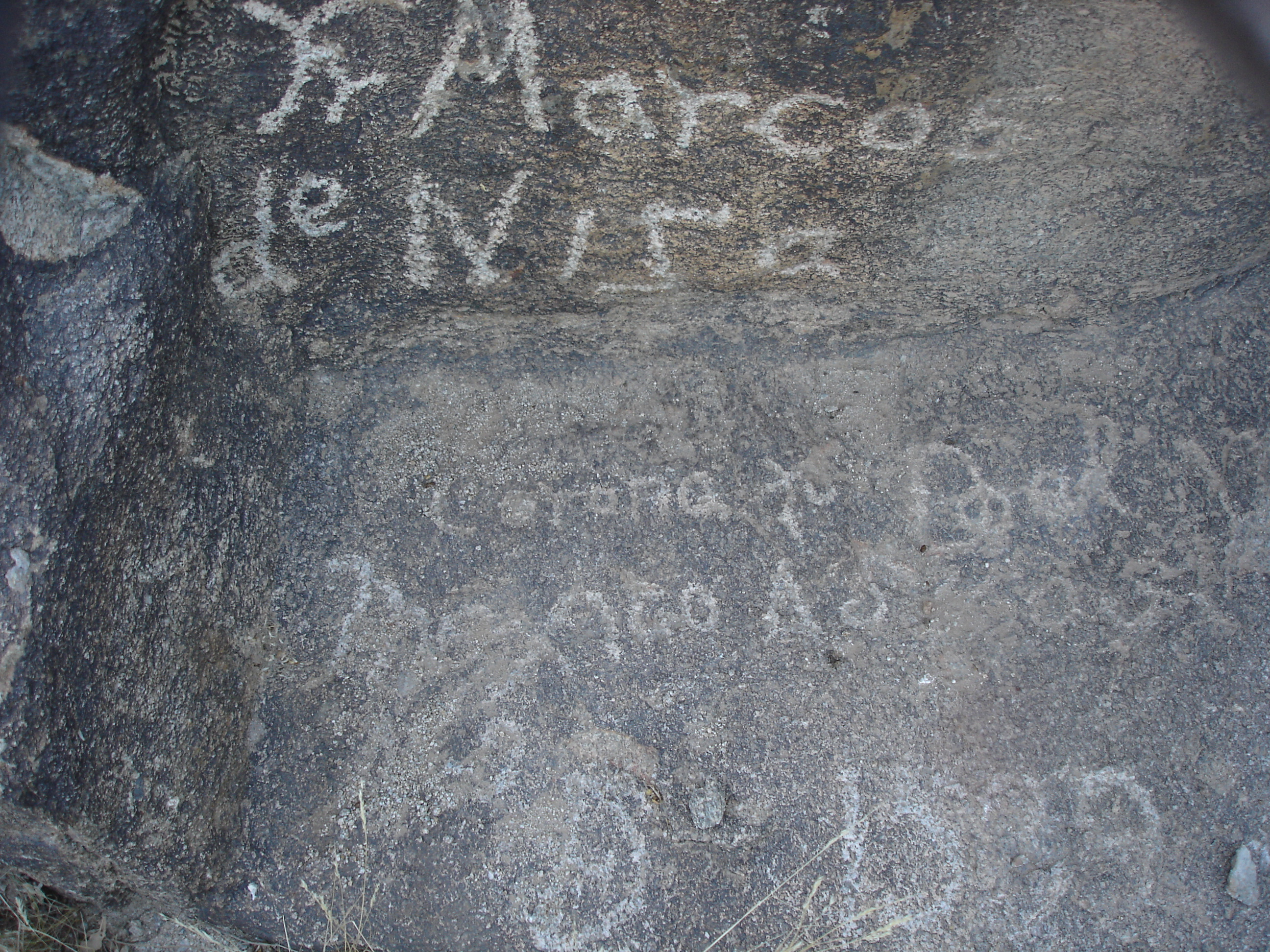
Inscripción hecha en 1539 por Marcos de Niza en el actual South Mountain Park de Phoenix.

Mientras que la historia de Arizona documentada por los europeos comienza cuando Marcos de Niza, un franciscano, exploró la zona en 1539, los primeros nativos americanos llegaron al actual territorio del estado de Arizona entre los años 16 000 y 10 000 a. C. La expedición de Francisco Vázquez de Coronado exploró el área entre 1540 y 1542 durante su búsqueda por la mítica ciudad de Cíbola. El padre Eusebio Francisco Kino organizó una serie de misiones y enseñó el cristianismo a los aborígenes de Pimería Alta (hoy el sur de Arizona y norte de Sonora) entre los años 1690 e inicios de los años 1700. España fundó las poblaciones fortificadas del Presidio de Tubac en 1752 y el de Tucson en 1775.
Toda la actual Arizona se volvió parte del estado mexicano de Vieja California después de la consecución de la independencia de España en 1821. Los Estados Unidos tomaron posesión de la mayor parte de Arizona al final de la Intervención estadounidense en México en 1848. En 1853, las tierras al sur del río Gila fueron compradas a México por los Estados Unidos en la Venta de La Mesilla. Arizona fue administrada como parte del Territorio de Nuevo México hasta que fue organizada como un territorio separado el 24 de febrero de 1863.
Arizona fue admitida el 14 de febrero de 1912 dentro de la Unión, convirtiéndose oficialmente en un estado de los Estados Unidos de América.
En Phoenix hubo un campo de prisioneros de guerra alemanes e italianos durante la Segunda Guerra Mundial. El sitio fue comprado después de la guerra por la familia Maytag y actualmente es el Zoológico de Phoenix. Dentro del estado se encontraban también dos de los tres campos de concentración de estadounidenses de origen japonés más grandes: Poston y Gila River.

## Prehistoria

### Los pueblos paleoamericanos y arcaicos
De acuerdo con las principales evidencias arqueológicas y geológicas existentes, algunas familias cazadoras de mamuts se trasladaron en el Paleolítico al noroeste de Norteamérica en algún momento entre los años 16 000 a. C. y 10 000 a. C. En el centro de Alaska, encontraron bloqueado su paso por una enorme capa de hielo hasta que una recesión temporal en la última Edad de Hielo abrió un paso libre de hielo a través del noroeste de Canadá, permitiendo que los grupos se dispersaran a lo largo del resto del continente. La prueba irrefutable más antigua de presencia humana en el sudoeste de los Estados Unidos es un conjunto de puntas de lanza del Paleolítico. Algunos científicos han propuesto que pequeños grupos de mujeres, hombres y niños vagaron por los desiertos del sudoeste de Arizona y noroeste de México entre 10 000 y 20 000 años antes que los cazadores de mamuts.
En la opinión del geocientífico Paul Martin, estos grupos, armados con puntas de clovis (llamadas así en alusión al sitio localizado cerca de Clovis, Nuevo México, donde se halló la primera punta) se encontraron con mamuts, camellos, perezosos de tierra y caballos. Ya que estas especies nunca se habían enfrentado anteriormente a cazadores tan poderosos, el resultado fue la «masacre del Pleistoceno», es decir, la veloz y sistemática matanza de casi todas las especies de grandes mamíferos en América del Norte cerca de 8000 a. C. En cierto modo, los cazadores que persiguieron a los mamuts pueden haber representado a los primeros de los muchos ciclos de prosperidad y crisis de Arizona, en los cuales un único recurso es implacablemente explotado hasta que ha sido agotado o destruido.
Los arqueólogos llaman a los 7000 años transcurridos entre la desaparición de los grandes cazadores y el surgimiento de las sociedades alfareras, en el siglo II d. C., el periodo arcaico. La mayoría de los grupos arcaicos sobrevivieron al volverse generalistas en lugar de especialistas, buscando comida en los movimientos estacionales a través de las montañas, desiertos y mesetas. No abandonaron la caza, pero dependieron en mayor grado de las plantas silvestres y de la cacería de animales pequeños. Sus herramientas se volvieron más variadas, con implementos para moler y cortar que se volvieron cada vez más comunes, una señal de que las semillas, frutas y verduras constituían una parte significativa de su dieta.

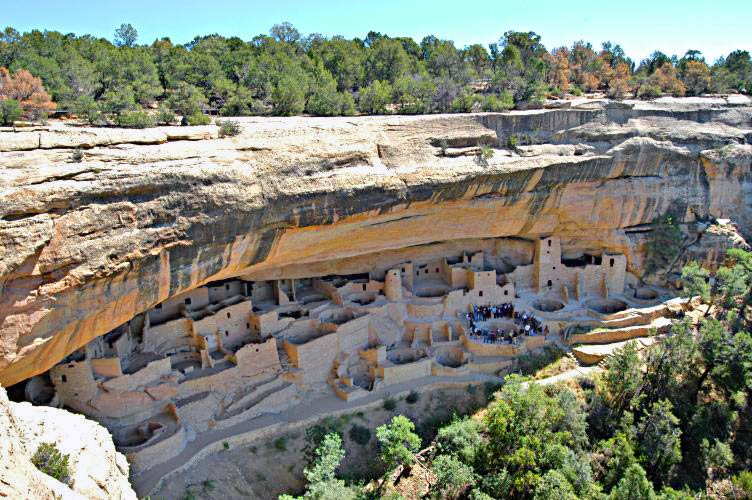
Los ancestrales anasazi fueron una civilización prehistórica amerindia centrada alrededor de la actual zona de las Cuatro Esquinas, en el sudoeste de los Estados Unidos.

Los cambios climáticos propiciaron la transición de la caza mayor. Cuando los primeros grandes cazadores llegaron a Arizona, los bosques se extendían a zonas casi 1000 metros más bajas que hoy en día. En el desierto de Sonora, bosques de piñones, enebros y robles se extendían hasta a unos 550 m cuesta abajo, que es la elevación de las laderas más bajas de la montaña Camelback en Phoenix. Las praderas desérticas se juntaban con valles cubiertos con árboles de Josué y yucas. Los grandes bosques de pinos ponderosa de la meseta de Colorado no existían. El gigantesco saguaro —la planta que, para muchas personas, simboliza a Arizona— en gran parte se ha refugiado en el México de hoy en día.
La temperatura aumentó, y la distribución estacional de las precipitaciones comenzó a cambiar, provocando también modificaciones mayores en la vegetación. El pueblo clovis acechaba a los mamuts y a otras especies de la Era de Hielo en el sudeste de Arizona en una época en que muchas corrientes fluviales se estaban secando, forzando a los animales a concentrarse alrededor de los ríos y depósitos acuáticos. Por lo tanto, la creciente aridez de la región coincidió con la llegada de cazadores que se especializaban en la persecución de grandes mamíferos. Es posible que el clima y los humanos hayan actuado juntos para acabar con estas especies.
Arizona se volvió incluso más árida después de que terminara la última Edad de Hielo. Los veranos eran más húmedos, pero también más cálidos, así que las precipitaciones se evaporaban más rápidamente. Los inviernos se tornaron considerablemente más secos, con menos humedad disponible para las plantas. En el sur de Arizona, los bosques dieron paso a praderas desérticas, y las praderas desérticas dieron lugar a matorrales desérticos. Especies importantes del Desierto de Sonora, como el saguaro y el incienso (Encelia farinosa), comenzaron a recolonizar la región desde el sur, mientras que los bosques de pinos ponderosa y de piñones, enebros y robles se replegaron hacia la Meseta de Colorado. Para el año 2000 a. C., las comunidades vegetales modernas de Arizona se habían establecido y el clima actual prevalecía. 
Los primeros pueblos arcaicos de Arizona sobrevivieron a estos cambios adaptándose a los ciclos de las plantas en lugar de intentar cambiarlos. En los bosques, recolectaban bellotas en julio y agosto, y piñones y bayas de enebros en noviembre. En el desierto, recogían las hojas de plantas como las quinuas y el amaranto. También asaban Agave cada primavera, recolectaban frutos de cactus y cosechaban vainas de mezquite en el verano. Debido a su dependencia a los recursos estacionales, los grupos arcaicos no se establecían permanentemente en ningún lugar, sino que vagaban de campo en campo en busca de agua y alimento.
Sus herramientas reflejaban su economía: las herramientas de moler (manos y metates) eran usadas para pulverizar semillas y convertirlas en harina, los raspadores para trabajar la piel y la madera, y las puntas proyectiles, más pequeñas y primitivas que las puntas de clovis y folsom, para cazar animales grandes y pequeños. Las proporciones variables de tales herramientas en diferentes sitios sugieren que las personas se movían entre las diferentes zonas ambientales para explotar los recursos particulares de cada una.

### La introducción de la agricultura
En la mayor parte del periodo arcaico, la gente no fue capaz de transformar su medio ambiente en ninguna forma fundamental. Muchos arqueólogos asumieron que las culturas arcaicas de Arizona fueron como callejones sin salida. Creían que grupos fuera de la región, particularmente de Mesoamérica, introdujeron innovaciones trascendentales como la agricultura en el sudoeste. De acuerdo con esta teoría, el maíz echó raíces por primera vez en el sudoeste en las tierras altas de Nuevo México y el este de Arizona, el área cultural prehispánica conocida como Mogollón. Las poblaciones arcaicas en ese lugar comenzaron a cultivar una pequeña variedad primitiva del maíz en lugares como Bat Cave desde 3500 a. C. A partir de ahí, el maíz se extendió lentamente a zonas más bajas y áridas, como el Desierto de Sonora.
Durante los años 1980, estas primeras fechas del maíz fueron cuestionadas por un perfeccionamiento en la datación por radiocarbono usando la técnica del espectrómetro de masa. Las nuevas fechas revelaron que el primer maíz de Bat Cave y otros sitios de tierras altas aparecieron alrededor del año 1000 a. C., 2500 años después de lo que se había estimado inicialmente. Varios sitios donde se han realizado excavaciones en el sur de Arizona demostraron que los agricultores arcaicos ya cultivaban maíz en la cuenca de Tucson aproximadamente en la misma época. En el sitio de Milagro junto con Tanque Verde Creek, por ejemplo, una población arcaica tardía construía casas subterráneas, fosas de almacenamiento excavadas en forma de campana, y cultivaba maíz alrededor del año 850 a. C. Los pueblos arcaicos, por lo tanto, ya comenzaban a hacer la transición de recolectores a productores de comida hace unos 3000 años. También contaban con muchas de las características culturales que acompañan a la vida agrícola semisedentaria: facilidades de almacenamiento, viviendas más estables, asentamientos más grandes e incluso cementerios.
A pesar del pronto advenimiento de la agricultura, los pueblos arcaicos tardíos aún ejercían poco control sobre su medio ambiente. Por lo tanto, los recursos alimenticios naturales continuaron siendo componentes importantes de su dieta, incluso después de la invención de la alfarería y el desarrollo de la irrigación. La introducción de la agricultura nunca resultó en el completo abandono de la caza y la recolección de comida, incluso en las sociedades arcaicas más grandes. Durante el primer milenio de nuestra era, al menos tres culturas mayores florecieron en el sudoeste: la anasazi, la hohokam y la mogollón. Estas tres culturas son bien conocidas por su arquitectura y su alfarería.

## Colonización europea

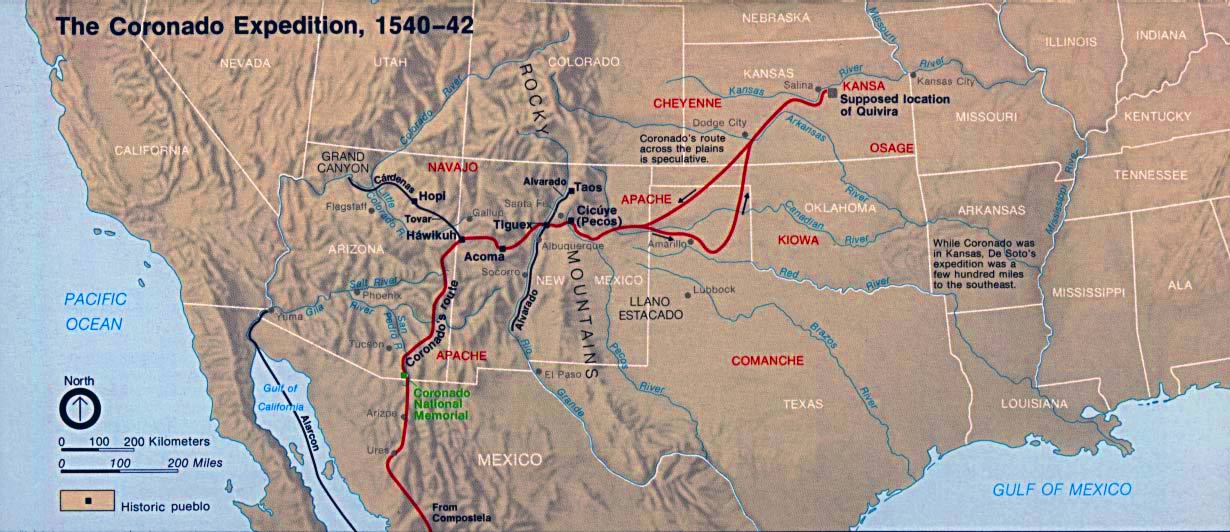
La Expedición de Coronado, 1540-1542.

Aunque los primeros visitantes europeos a Arizona pudieron haber llegado en 1528, las expediciones más influyentes en la Arizona española temprana fueron las de Marcos de Niza y Francisco Vázquez de Coronado. Los relatos de los primeros exploradores españoles que hablaban de grandes ciudades míticas como Cíbola, e importantes depósitos minerales de cobre y plata, atraerían a colonizadores y mineros a la región en los años posteriores. Estas exploraciones propiciaron el Intercambio Columbiano en Arizona, y propagaron epidemias de viruela entre los nativos americanos.
Los primeros franciscanos y jesuitas en Arizona también establecieron numerosas misiones alrededor del área para convertir a los nativos americanos, tales como la Misión de San Xavier del Bac. Uno de los primeros misioneros fue Eusebio Kino alrededor de Pimería Alta. En 1680, la Rebelión de Pueblo expulsó temporalmente a los españoles del norte de Nuevo México pero el área fue reconquistada en 1694.

## Arizona española

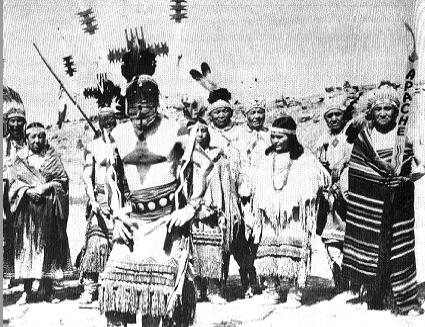
Grupo de apaches.

A pesar de que los españoles no tenían ciudades para ellos mismos, a fines del siglo XVII los colonizadores comenzaron a llegar a un ritmo constante a la región, atraídos por el descubrimiento reciente de depósitos de plata alrededor del campo minero de Arizona. La mayoría de los colonos se marcharon después de que Juan Bautista de Anza anunciara que había sido simplemente un tesoro enterrado; sin embargo, muchos se quedaron y se convirtieron en agricultores de subsistencia. A mediados del siglo XVIII, los pioneros de Arizona intentaron expandir su territorio hacia el norte pero los nativos americanos tohono O'odham y apache, quienes habían empezado a asaltar sus pueblos en busca de ganado, se lo impidieron. 
En 1765 comenzaron las Reformas Borbónicas con Carlos III de España, realizando una redisposición mayor de los presidios en la frontera norte. Los jesuitas fueron expulsados del área, y los franciscanos tomaron su lugar en las misiones. En las décadas de 1780 y 1790, los españoles desarrollaron un plan de establecimiento de campos de paz apaches para proporcionarles víveres a fin de que no los atacaran, permitiendo a los españoles expandirse hacia el norte.
En su mayor parte, la Arizona española tenía una economía de subsistencia, con operaciones mineras ocasionales de oro y plata.

## Arizona mexicana

La Venta de La Mesilla (mostrando las fronteras estatales y ciudades actuales).

En 1821, México ganó su independencia de España después de una década de conflictos. La guerra había destruido la industria minera colonial de plata y había llevado a la quiebra a la tesorería de la nación. A lo largo de la frontera norte, los fondos que habían mantenido a las misiones, presidios y campos de paz apaches prácticamente habían desaparecido. Como resultado, los apaches de nueva cuenta comenzaron a asaltar, matando a cualquiera que atraparan fuera de los muros presidiarios. Ya que las misiones empezaron a desaparecer, México comenzó a subastar más tierras, causando que la Pimería Alta y la Apachería se encogieran mientras el territorio se expandía.
Algunos exploradores y cazadores estadounidenses empezaron a llegar a la región, buscando cazar castores para obtener sus pieles. En 1846, la ideología del destino manifiesto y la ocupación del territorio disputado impulsaron a los Estados Unidos a iniciar la invasión estadounidense a México. Los Estados Unidos ocuparon la Ciudad de México y forzaron a la recién creada República Mexicana a cederles su mitad norte, incluyendo a Arizona. El Tratado de Guadalupe Hidalgo (1848) especificó que los Estados Unidos pagarían la suma de 15 millones de dólares como compensación. En 1849, la fiebre del oro de California propició la llegada de más de 50 000 mineros a la región, causando un aumento considerable en la población de Arizona. En 1853, el presidente James Buchanan envió a James Gadsden a la Ciudad de México a negociar con Antonio López de Santa Anna y los Estados Unidos compraron el área restante de Arizona y Nuevo México en la Venta de La Mesilla.

## Territorio de Arizona

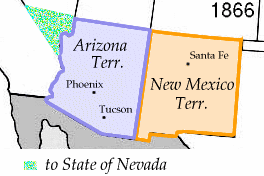
Territorio de Arizona en 1866.

El 16 de marzo de 1861 la mitad sur del Territorio de Nuevo México se declaró independiente de los Estados Unidos. El Territorio de Arizona (que formó parte de los Estados Confederados de América) fue considerado una ruta valiosa para llegar hasta el océano Pacífico, con la intención específica de que el sur de California se uniera a la Confederación. En 1860, el sur de California había salvado todos los obstáculos legales para la secesión del resto de California y estaba esperando la reorganización como un nuevo territorio de los Estados Unidos, la cual nunca se materializó. En esa época, el escasamente poblado sur de California era un semillero de simpatizantes de los Estados Confederados. La batalla de Picacho Pass fue la batalla librada más al occidente de todas las de la Guerra Civil de los Estados Unidos que se efectuaron en los Estados Confederados, y la única mayor en disputarse en Arizona (la batalla más hacia el occidente de la Guerra Civil se libró en San José, California). Durante la guerra, los presidios de Estados Unidos fueron trasladados a Nuevo México, dejando a Arizona vulnerable ante los ataques indios. Las hostilidades entre los nativos americanos y los colonos estadounidenses comenzaron, a pesar de su alianza durante la época de la guerra mexicano-estadounidense, lo que causó que la mayoría de las tribus nativas fueran trasladadas a reservas.
Barcos de vapor, minería, ganado y ferrocarriles se volvieron partes vitales de la economía de Arizona, conduciendo a la creación de poblados de prosperidad repentina al encontrar oro los buscadores y a la transformación de estos en pueblos fantasma cuando los mineros se retiraron. Los mexicanos, quienes aún eran la mayoría poblacional en Arizona durante la época posterior a la guerra mexicano-estadounidense, constituían la mayor parte de la fuerza laboral minera.
El Acta de Desert Land de 1877, la cual les otorgó a los colonos 640 acres (2,6 km²) de tierras, causó que la gente se abalanzara sobre la región.
En los años 1900, Arizona casi se integró a la Unión como parte de Nuevo México en un plan republicano para mantener el control del Senado de los Estados Unidos. El plan, a pesar de ser aceptado por la mayoría de la gente de Nuevo México, fue rechazado por la vasta mayoría de los habitantes de Arizona. El 14 de febrero de 1912, Arizona finalmente ingresó en la Unión como el 48° estado de los Estados Unidos. Ese mismo año, las mujeres obtuvieron el derecho a votar.

## La Gran Depresión y las Guerras Mundiales

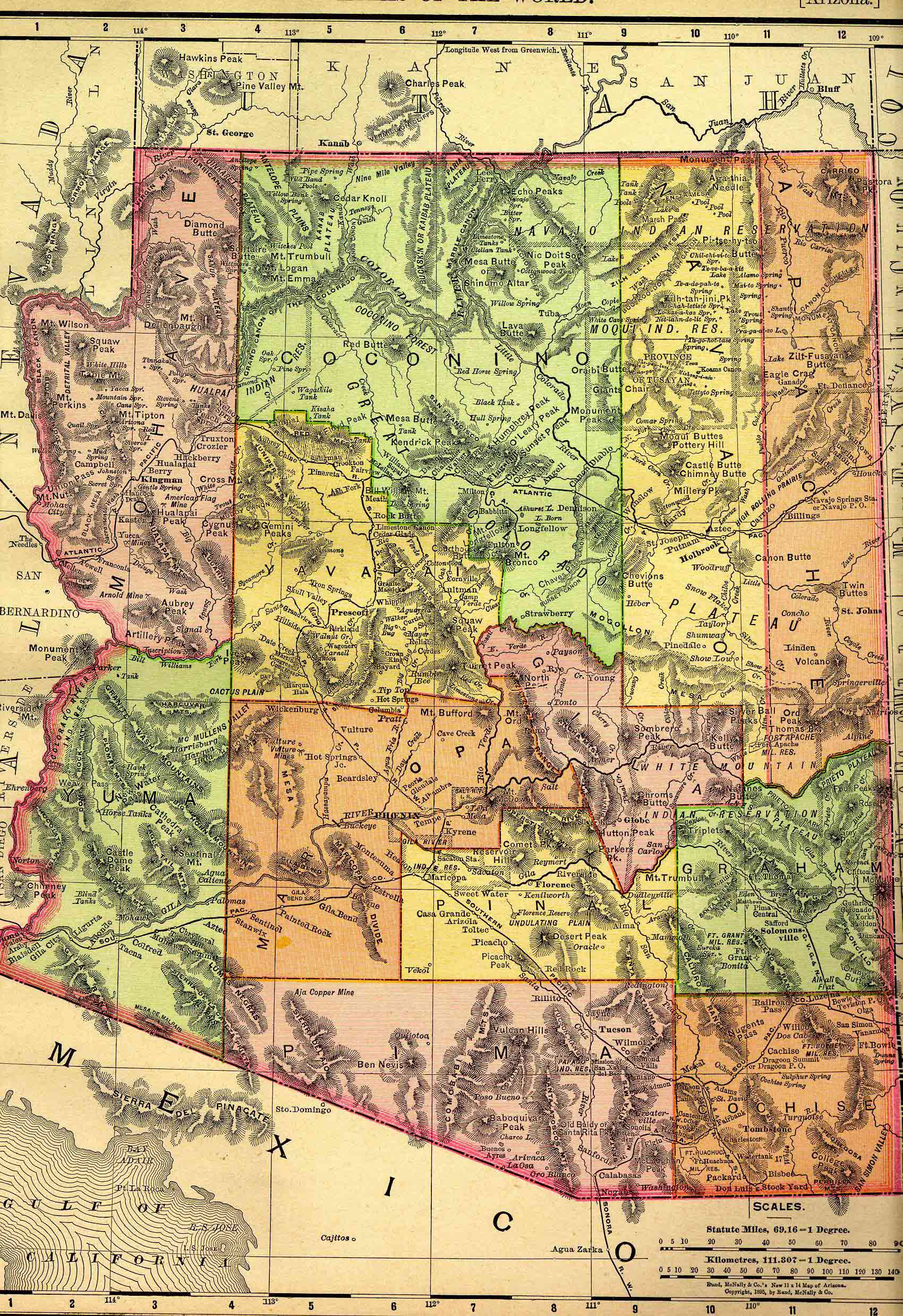
Mapa de 1895 (Rand McNally).

En 1917, los Estados Unidos entraron en la Primera Guerra Mundial, comenzando de esta forma un boom en la economía de Arizona. Después de sufrir la Gran Depresión, la implementación del Nuevo Trato New Deal y otro boom económico posterior a la Segunda Guerra Mundial llevaron a Arizona a un estado de estabilidad.
Durante este lapso de tiempo, industrias como las del algodón, cobre y la agrícola empezaron a florecer en el estado. El ejército comenzó a usar a Phoenix y Tucson como bases y academias militares, con el ejército convirtiéndose en la mayor fuente de ingresos de la comunidad.
Durante la guerra, la gente también comenzó a mudarse a Arizona desde otras regiones del país debido a su posición tierra adentro y protección contra los ataques aéreos. En 1946, Arizona empezó a hacer cumplir las leyes del derecho al trabajo, que permitían a los trabajadores decidir si querían o no respaldar económicamente a una unión. El sistema del doble salario fue abandonado. En 1948, la industria de alta tecnología inició en Arizona con Motorola construyendo una de sus primeras plantas en Phoenix. También en 1948 los nativos americanos ganaron el derecho a votar, después de haber sido descalificados durante veinte años por ser «pupilos del estado».

## Época contemporánea

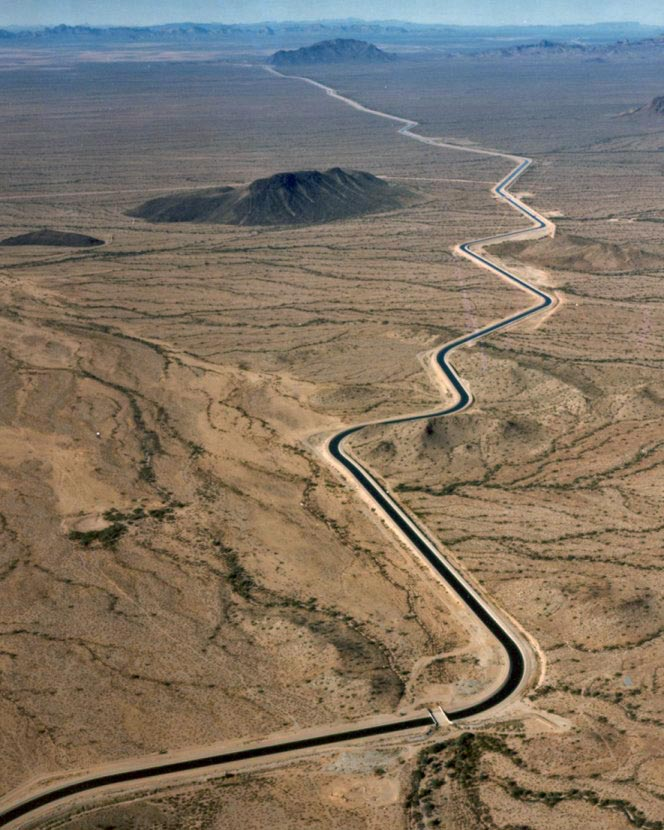
Fotografía aérea del Proyecto de Arizona Central.

En tiempos recientes, Arizona se ha convertido en un importante destino turístico y de retiro, semejante a Florida. Una gran parte de la industria turística gira en torno al Gran Cañón.
En 1963, la Corte Suprema falló a favor de Arizona sobre California en una disputa acerca de la parte del río Colorado que pertenecía a Arizona. Cinco años después de la decisión, fue otorgada la autorización para la construcción del Proyecto de Arizona Central, el cual fue completado hasta 1991.
El senador republicano Barry Goldwater, nativo de Arizona, compitió por la presidencia en 1964, con William Edward Miller como su compañero. Debido al asesinato de John F. Kennedy, Goldwater se encontró en la complicada posición de competir contra el sucesor de un presidente asesinado y fue derrotado contundentemente por Lyndon B. Johnson. Goldwater recibió solamente el 38,4 % del voto popular y los votos electorales de solo cinco estados, incluyendo cinco de Arizona.
En 1988, Evan Mecham, el gobernador de Arizona, fue impugnado. Mecham se enfrentó a alegatos de lavado de dinero, incluyendo el intento de ocultar un préstamo de campaña de 350 000 dólares, tomando 60 000 dólares del dinero del estado para apoyar a su agobiada autoconcesión, así como a alegaciones de intentar bloquear la investigación de una amenaza de muerte hecha por un oficial de estado. Rose Mofford lo sucedió como gobernadora de Arizona, convirtiéndose en la primera mujer en ocupar el cargo.
Mecham ya se había vuelto impopular por su cancelación del Día de Martin Luther King pagado para los empleados del Estado. La celebración había sido propuesta inicialmente en 1972 por el antiguo senador estatal Cloves Campbell. Por primera vez, la legislación había fallado a favor de aprobar la legislatura, causando que Arizona perdiera su oportunidad de ser sede del Super Bowl, así como su costo al turismo del estado y otros beneficios que provienen naturalmente de estos eventos. El gobernador Bruce Babbitt les dio a los empleados del estado el día libre por orden ejecutiva, pero Mecham anuló la orden solo una semana antes del día festivo, basado en una opinión legal del Ministerio Público del estado según la cual el día festivo había sido creado ilegalmente.
Cuando la legislación se aprobó en 1989, Rose Mofford firmó legalmente el día festivo pagado en honor a Martin Luther King Jr., haciendo posible que el estado recibiera un Super Bowl. La presidencia del Americans for Traditional American Values (Estadounidenses por los valores estadounidenses tradicionales) presentaron una petición en contra de ello, acusando al Dr. King de ser un socialista y un galanteador. Las dos iniciativas de votación de 1990 fueron, respectivamente, para celebrar tanto el Día de Martin Luther King como el Día de la Raza, y para intercambiar el Día de la Raza por el de King. Ambas fallaron. En 1992, con el riesgo de un boicot turístico y de perder la posibilidad de recibir el Super Bowl XXVII, el 61 % de los votantes de Arizona aprobaron públicamente el pago a los trabajadores del estado en el Día de Martin Luther King. Fue el 49.º estado de los Estados Unidos en aprobar el día festivo. El Super Bowl XXX fue jugado en Tempe en 1996 y el Super Bowl XLII se celebró en Glendale en 2008.
El sucesor de Mofford como gobernador, Fife Symington, renunció en 1997 después de una condena por fraude bancario. Su condena fue revocada más adelante, y subsecuentemente fue perdonado por el presidente Bill Clinton. El 17 de agosto de 2005, los gobernadores de Arizona y Nuevo México declararon estado de emergencia en sus respectivos condados fronterizos con México. Ambos gobernadores citaron a la violencia, inmigración ilegal, tráfico de drogas y la pasividad tanto del gobierno estadounidense como del mexicano como razones del estado de emergencia. La gobernadora de Arizona Janet Napolitano entregó 1,5 millones de dólares a fondos de desastres para ayudar a los condados fronterizos, y el gobernador de Nuevo México Bill Richardson entregó 1,75 millones de dólares.